# Straumøya (Bømlo)
Ne doit pas être confondu avec Straumøya.
Straumøya est une île norvégienne du comté de Hordaland appartenant administrativement à Bømlo.

## Description
Rocheuse et couverte d'arbres, elle s'étend sur environ 1,2 km de longueur pour une largeur approximative de 765 m. Elle compte une dizaine d'habitations. 